# Союз свободной Германии
Союз свободной Германии (нем. Bund Freies Deutschland, BFD) — западноберлинская правая политическая организация 1974—1977 годов. Объединяла консервативных популистов и правых социал-демократов. Претендовала на статус «четвёртой партии».

## Западноберлинская «четвёртая партия»
С конца 1960-х годов в политических кругах ФРГ обсуждалась перспектива создания «четвёртой партии» — наряду с ХДС/ХСС, СДПГ и СвДП. Предполагалась, что новая национал-консервативная политическая структура займёт нишу справа от ХДС и станет своего рода «федеральным ХСС», расширенным за пределы Баварии. Эти проекты связывались с именем председателя ХСС, главы земельного правительства Баварии Франца Йозефа Штрауса.
Одной из таких попыток стало создание в октябре 1973 года в Западном Берлине Союза свободной Германии (BFD). Идеологами выступили журналисты Герхард Лёвенталь и Маттиас Вальден. Оба они были известны правоконсервативными антикоммунистическими и антисоветскими взглядами, выступали против политики «разрядки», находились в оппозиции социал-либеральному правительству Брандта-Шееля. Активное участие в проекте принял медиа-магнат Аксель Шпрингер.

## Руководство и программа
В BFD вошли представители ХДС и правого крыла СДПГ. Возглавили участник антинацистского сопротивления профсоюзный лидер Эрнст Шарновский, бывший политзаключённый ГДР экономист и журналист Фриц Шенк, функционер СДПГ Лотар Мейер, депутаты западноберлинского парламента Вальтер Ярошовиц и Карл-Хайнц Дрогула. По взглядам все они были социал-демократами, долгое время состояли в СДПГ, но наследовали антикоммунистическую традицию Курта Шумахера и выступали против «новой восточной политики» Вилли Брандта, в которой усматривали односторонние уступки СССР и ГДР. Со стороны ХДС политическим партнёром являлся (хотя формально не входил в BFD) Дитрих Банер-младший. Создание Союза встретило поддержку и в крайне правых кругах, в том числе Национал-демократической партии.
Программа соединяла установки социального консерватизма, правой социал-демократии и правого популизма. Политические эксперты сочли создание BFD проектом Франца Йозефа Штрауса и сравнивали с французским «пужадизмом» и датским движением Могенса Глиструпа.

## Электоральная неудача
На выборах в западноберлинский парламент 2 марта 1975 года BFD получил 46691 голос, что составило 3,4 %. Поддержки правых социал-демократов и консервативных популистов, наряду с пропагандой шпрингеровских изданий, оказалось недостаточно для политического успеха. В январе 1977 BFD прекратил свою деятельность.
Идея «четвёртой партии» не была востребована массами избирателей. Правая часть западногерманского общества не искала альтернатив ХДС/ХСС. Неудачей окончился и проект Сообщество действий — Четвёртая партия. Это побудила Франца Йозефа Штрауса к борьбе за возглавление ХДС/ХСС. В 1979 году Штраус был выдвинут кандидатом в федеральные канцлеры на выборах 1980.